# Illes de Voronin
Les illes de Voronin (en rus: Острова Воронина; Ostrovà Vorónina) és un grup aïllat de dues illes compost per una illa més gran i una illa estreta al seu costat nord separades per un estret de 3 km d'amplada. Reben el nom del capità de la marina soviètica Vladímir Voronin.
L'illa principal fa uns 9 km de llargada i 6 km d'amplada i està coberta de tundra i gel. L'illot del nord és estret, d'uns 5 km de llargada i poc més de 500 metres d'amplada. Aquestes illes es troben al nord-est del mar de Kara, uns 130 km a l'oest de les costes de la Terra del Nord i a 72 km al NNE de l'illa Kirova de les illes Kírov. Pertany al krai de Krasnoiarsk, a Rússia.
El mar que envolta aquestes dues illes està cobert de gel a l'hivern i hi ha nombrosos bancs de gel fins i tot a l'estiu, que dura amb prou feines dos mesos.
A l'illa s'hi reprodueixen els óssos polars i forma part de la Reserva natural del Gran Àrtic, la reserva natural més gran de l'Àrtida russa.